# Tremă
În lingvistică, trema (denumită mai rar și diereză)  este un semn diacritic format din două puncte ( ¨ ) care se așează orizontal deasupra vocalei căreia îi schimbă valoarea (din punctul de vedere al pronunției). De exemplu, punctul de deasupra vocalei i este schimbat în două puncte orizontale pentru a deveni ï.

## Etimologie
Cuvântul tremă provine din cuvântul francez tréma , iar cuvântul diereză din limba greacă (διαίρεσις însemnând separare, diviziune, distincție. 
Tréma, din franceză, provine la rândul său din greacă, unde τρῆμα înseamnă perforare, orificiu, și face referire mai degrabă la forma diacriticei decât la funcția sa.